# Галковичи (Могилёвская область)
Галковичи (бел. Галкавічы) — деревня в Мстиславском районе Могилёвской области Белоруссии. Входит в состав Мазоловского сельсовета.

## География
Деревня находится в северо-восточной части Могилёвской области, в пределах Оршанско-Могилёвской равнины, на правом берегу ручья Галковского (приток реки Молотовни), на расстоянии примерно 5 километров (по прямой) к югу от Мстиславля, административного центра района. Абсолютная высота — 190 метров над уровнем моря.

## История
В конце XVIII века деревня входила в состав Мстиславского воеводства Великого княжества Литовского.
Согласно «Списку населенных мест Могилёвской губернии» 1910 года издания населённый пункт входил в состав Колтовкого сельского общества Казимирово-Слободской волости Мстиславского уезда Могилёвской губернии. В деревне имелось 6 дворов и проживал 41 человек (19 мужчин и 22 женщины).
До 2013 года Галковичи входили в состав ныне упразднённого Селецкого сельсовета.

## Население
По данным переписи 2009 года, в деревне проживало 2 человека.